# گای ریچاردسون
گای ریچاردسون (انگلیسی: Guy Richardson; ۸ سپتامبر ۱۹۲۱ – ۲۷ اکتبر ۱۹۶۵) قایقران روئینگ اهل بریتانیا بود.